# La Portela de Valcarce
La Portela de Valcarce est une des localités de la commune espagnole (municipio) de Vega de Valcarce, dans la comarque de El Bierzo, province de León, communauté autonome de Castille-et-León, au nord-ouest de l'Espagne.
Cette localité est une halte sur le Camino francés du Pèlerinage de Saint-Jacques-de-Compostelle.

## Géographie

### Localités voisines
| Nord-ouest Moñón (municipio de Vega de Valcarce)     | Nord Villafeile et Lamagrande (municipio de Balboa) | Nord-est Villar de Acero (municipio de Villafranca del Bierzo) |
| Ouest Ambasmestas (municipio de Vega de Valcarce)    |                                                     | Est Las Herrerias (municipio de Vega de Valcarce)              |
| Sud-ouest Villasinde (municipio de Vega de Valcarce) | Sud Sotogayoso (municipio de Vega de Valcarce)      | Sud-est Sotoparada et Parada de Soto (municipio de Trabadelo)  |

## Démographie
La localité compte 37 habitants.

## Culture et patrimoine

### Pèlerinage de Compostelle
Par le Camino francés du Pèlerinage de Saint-Jacques-de-Compostelle, le chemin vient de la localité de Trabadelo, chef-lieu du municipio du même nom, avant de traverser le hameau de Las Herrerias dans le municipio de Vega de Valcarce.
La prochaine halte est la localité de Ambasmestas dans le même municipio de Vega de Valcarce.

## Sources et références
: source principale
- (de) Cet article est partiellement ou en totalité issu de l’article de Wikipédia en allemand intitulé « La Portela de Valcarce » (voir la liste des auteurs).
- (fr) Grégoire, J.-Y. & Laborde-Balen, L. , « Le Chemin de Saint-Jacques en Espagne - De Saint-Jean-Pied-de-Port à Compostelle - Guide pratique du pèlerin », Rando Éditions, mars 2006,  (ISBN 2-84182-224-9)
- (fr)« Camino de Santiago St-Jean-Pied-de-Port - Santiago de Compostela », Michelin et Cie, Manufacture Française des Pneumatiques Michelin, Paris, 2009,  (ISBN 978-2-06-714805-5)
- (fr)« Le Chemin de Saint-Jacques Carte Routière », Junta de Castilla y León, Editorial

1. ↑  (es) « internotes.cajaespana.es »(Archive.org • Wikiwix • Archive.is • Google • Que faire ?) Caja España - Datos Económicos y Sociales de las Unidades Territoriales de España - Ficha de municipio 2012 : Vega de Valcarce.